# Топорков, Николай Павлович
Николай Павлович Топорков (фр. Nicolas Toporkoff; 20 июня 1885 — 20 июня 1965) — русский и французский кинооператор.

## Биография
Родился в Москве 20 июня 1885 года.
С 1910 года работал в русском отделении компании «Гомон». В 1912 году открыл собственную кинофабрику «Топорков и Ко», которая была переименована в «Топорков и Винклер» после вступления в него Альфонса Винклера. Там, в частности, Владимир Касьянов снял «Драму в кабаре футуристов № 13» (1914), ставшую дебютом Владимира Маяковского в кино.
С началом Первой мировой войны Топорков добровольцем ушёл на фронт, служил младшим унтер-офицером 2-й мотоциклетной роты.
7 января 1915 года вместе с  Петром Ермоловым, Петром Новицким и другими был прикомандирован к Военно-кинематографическому отделу Скобелевского комитета, где снимал хронику (Ставка, прибытие Николая II и посещение им взятой Перемышльской крепости и другое) и документальные фильмы («На путях ко Львову» и, предположительно, «Боевую работу нашей тяжёлой авиации») вплоть до 1916 года. Затем был отправлен на Кавказский фронт, где снял «Полёты над завоёванной землёй в Анатолии» совместно с Новицким. За службу был награждён Георгиевской медалью.
С 1917 года работал в Товариществе И. Ермольева.
В 1919 году эмигрировал во Францию. Плодотворно работал кинооператором как у русских, так и у французских режиссёров — в частности, участвовал в съёмках новаторского фильма «Костёр пылающий» Ивана Мозжухина, а также историко-биографической киноэпопеи «Наполеон» Абеля Ганса.
Скончался в Каннах 20 июня 1965 года.

## Фильмография
- 1917 — Кулисы экрана, реж. Георгий Азаров и Александр Волков
- 1917 — Процесс Бейлиса, реж. Иосиф Сойфер
- 1920 — Когда дъявол спит / L’Angoissante Aventure, реж. Яков Протазанов
- 1921 — Распоряжение / L’Ordonnance[6], реж. Виктор Туржанский
- 1921 — Смысл смерти / Le Sens de la mort, реж. Яков Протазанов
- 1922 — Vers la lumière, реж. Яков Протазанов
- 1922 — Пятнадцатый прелюд Шопена / Le Quinzième Prélude de Chopin, реж. Виктор Туржанский
- 1922 — Ночью 11 сентября / La Nuit du 11 septembre, реж. Доминик Бернар-Дешам
- 1923 — За ночь любви / Pour une nuit d’amour, реж. Яков Протазанов
- 1923 — Дом тайны / La Maison du mystère, реж. Александр Волков
- 1923 — Песнь торжествующей любви / Le Chant de l’amour triomphant, реж. Виктор Туржанский
- 1923 — Костёр пылающий / Le Brasier ardent, реж. Иван Мозжухин
- 1924 — Эта свинья Морен / Ce cochon de Morin, реж. Виктор Туржанский
- 1924 — La Cible, реж. Сергей Надеждин
- 1924 — Женщина в маске / La Dame masquée, реж. Виктор Туржанский
- 1924 — Тени, которые исчезают / Les Ombres qui passent, реж. Александр Волков
- 1924 — Душа артистки / Âme d’artiste, реж. Жермен Дюлак
- 1925 — Элегантный князь / Le Prince charmant, реж. Виктор Туржанский
- 1926 — Михаил Строгов / Michel Strogoff, реж. Виктор Туржанский
- 1927 — Казанова / Casanova, реж. Александр Волков
- 1927 — Наполеон / Napoléon[7], реж. Абель Ганс
- 1927 — Paname n’est pas Paris, реж. Николай Маликов
- 1927 — Крокет / Croquette, реж. Луи Меркантон
- 1928 — Тайны востока / Geheimnisse des Orients, реж. Александр Волков
- 1929 — Ночь принцесс / Nuits de princes, реж. Марсель Л’Эрблье
- 1929 — Царский адъютант / Der Adjutant des Zaren, реж. Владимир Стрижевский
- 1929 — Прощай, Маскотт / Adieu Mascotte, реж. Вильгельм Тиле
- 1930 — Женщина на одну ночь / La Femme d’une nuit, реж. Марсель Л’Эрблье
- 1930 — Княжеские ночи / Nuits de princes, реж. Марсель Л’Эрблье
- 1930 — Белый дьявол / Der weiße Teufel, реж. Александр Волков
- 1930 — Тройка / Troika, реж. Владимир Стрижевский
- 1930 — Тайна жёлтой комнаты / Le Mystère de la chambre jaune, реж. Марсель Л’Эрблье
- 1931 — Circulez!, реж. Жан де Лимур
- 1931 — Вечер облавы / Un soir de rafle, реж. Кармине Галонне
- 1931 — Эглон / L’Aiglon, реж. Виктор Туржанский
- 1931 — Le Costaud des P.T.T., реж. Жан Бертин
- 1932 — Маленькая шоколадница / La Petite Chocolatière, реж. Марк Аллегре
- 1932 — Le Dernier Choc, реж. Жак де Баронселли
- 1932 — Сержант Икс /Le Sergent X, реж. Владимир Стрижевский
- 1932 — Жёлтый пёс / Le Chien jaune, реж. Жан Таррид
- 1932 — Сюзанна / Suzanne, реж. Лео Жоаннон
- 1932 — Алло, мадемуазель! / Allo, mademoiselle !, реж. Морис Шампре
- 1932 — Niebla, реж. Бенито Перохо
- 1932 — Фанни / Fanny, реж. Марк Аллегре
- 1932 — Займись Амелией / Occupe-toi d’Amélie, реж. Richard Weisbach и Маргарит Виль
- 1933 — 600 тысяч франков в месяц / Six cent mille francs par mois, реж. Лео Жоаннон
- 1933 — Touchons du bois, реж. Морис Шампре
- 1934 — Дела общественные / Les Affaires publiques, реж. Робер Брессон
- 1934 — Похищение / Rapt, реж. Димитрий Кирсанов
- 1934 — Король Камарга / Roi de Camargue, реж. Жак де Баронселли
- 1935 — Наполеон Бонапарт / Napoléon Bonaparte, реж. Абель Ганс
- 1935 — Jeunes Filles à marier, реж. Жан Валли
- 1936 — Роза / Rose, реж. Реймон Руло
- 1936 — На службе у царя / Au service du tsar, реж. Пьер Бийон
- 1937 — La Danseuse rouge, реж. Жан-Поль Полин
- 1937 — Trois artilleurs au pensionnat, реж. Рене Пуйоль
- 1938 — Un de la Canebière, реж. Рене Пуйоль
- 1938 — Рамунчо / Ramuntcho, реж. Рене Барберис
- 1938 — Deux de la réserve, реж. Рене Пуйоль
- 1939 — Гангстеры замка Иф / Les Gangsters du château d’If, реж. Рене Пуйоль
- 1939 — Видок / Vidocq, реж. Жак Дарой
- 1939 — Ma tante dictateur, реж. Рене Пуйоль
- 1940 — Bach en correctionnelle, реж. Генри Вульшлегер
- 1940 — Лагерь 13 / Campement 13, реж. Жак Констант
- 1941 — Ceux du ciel, реж. Иван Ноэ
- 1943 — Белый грузовик / Le Camion blanc, реж. Лео Жоаннон
- 1944 — Перекрёсток потерянных детей / Le Carrefour des enfants perdus, реж. Лео Жоаннон
- 1944 — La Collection Ménard, реж. Бернар Ролан
- 1945 — Секретные документы / Documents secrets, реж. Лео Жоаннон
- 1945 — Peloton d’exécution, реж. Андре Бертомье
- 1945 — Последнее суждение / Le Jugement dernier, реж. Рене Шан
- 1946 — Человек в котелке / L’Homme au chapeau rond, реж. Пьер Бийон
- 1946 — Monsieur Grégoire s'évade, реж. Жак Даниэль-Норман
- 1947 — Таверна Рыба в короне / La Taverne du poisson couronné, реж. Рене Шан
- 1947 — Tierce à cœur, реж. Жак де Каземброт
- 1948 — Комедиант / Le Comédien, реж. Саша Гитри
- 1948 — Хромой дьявол / Le Diable boiteux, реж. Саша Гитри
- 1949 — Геклен / Du Guesclin, реж. Бернар де Латур
- 1949 — Белый эскадрон / L’Escadron blanc, реж. Рене Шан
- 1950 — Шери / Chéri, реж. Пьер Бийон
- 1950 — Мальдини / Maldonne, реж. Анри Вернёй
- 1950 — До свидания, господин Грок / Au revoir monsieur Grock, реж. Пьер Бийон
- 1950 — Agnès de rien, реж. Пьер Бийон
- 1951 — Биби Фрикотен / Bibi Fricotin, реж. Марсель Блистен
- 1951 — Мой тюлень и они / Mon phoque et elles, реж. Пьер Бийон
- 1951 — Мой друг Оскар / Min vän Oscar реж. Пьер Бийон и Оке Оберг
- 1952 — Одни на Земле / Seuls au monde, реж. Рене Шан
- 1953 — Я — шпик / Je suis un mouchard, реж. Рене Шан
- 1954 — Расстрига / Le Défroqué, реж. Лео Жоаннон
- 1954 — Leguignon guérisseur, реж. Морис Лабро